# St. Servatius (Gemünd)

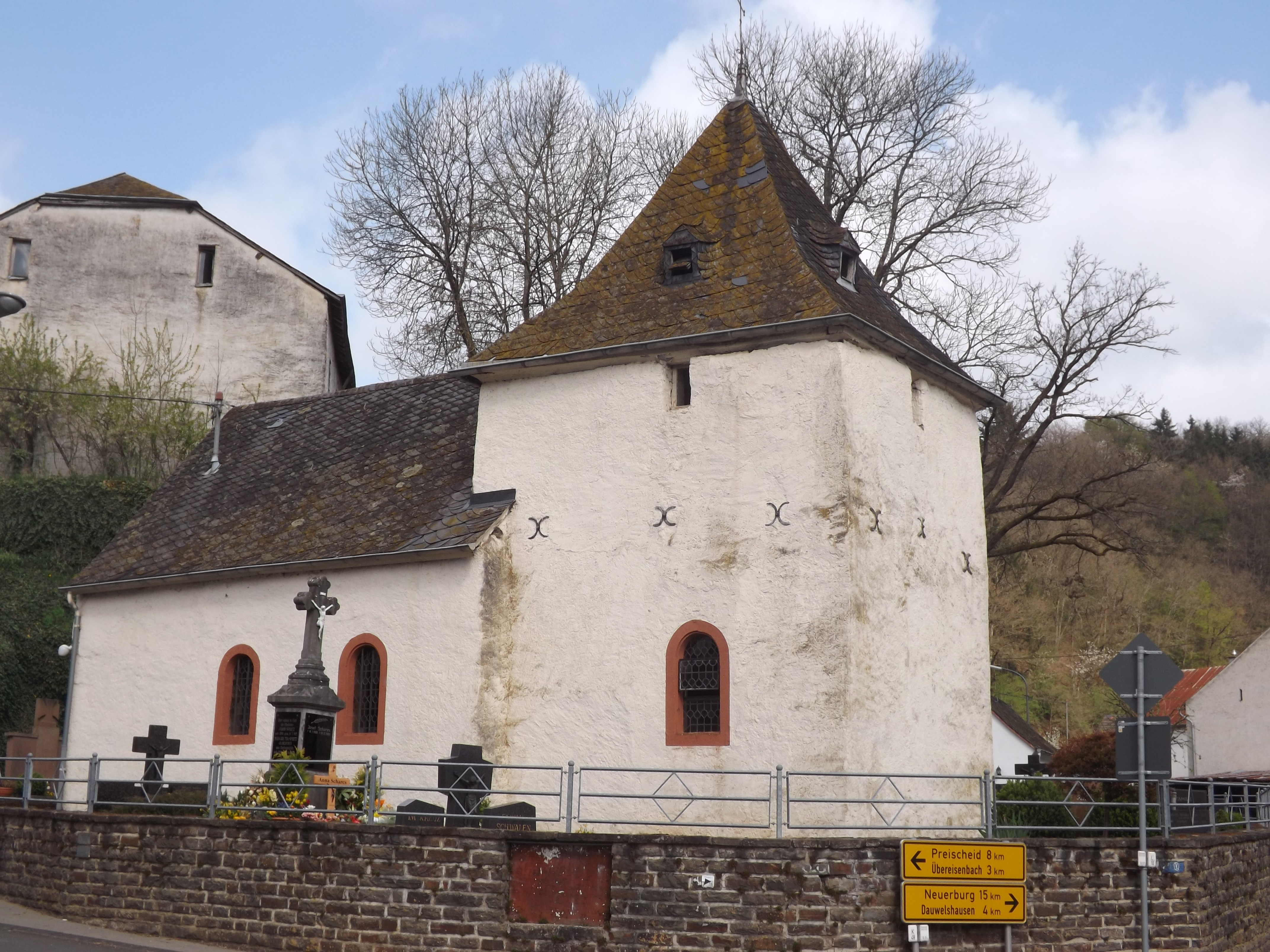
St. Servatius

St. Servatius ist eine römisch-katholische Filialkirche in der Ortsgemeinde Gemünd im Eifelkreis Bitburg-Prüm in Rheinland-Pfalz.

## Geschichte

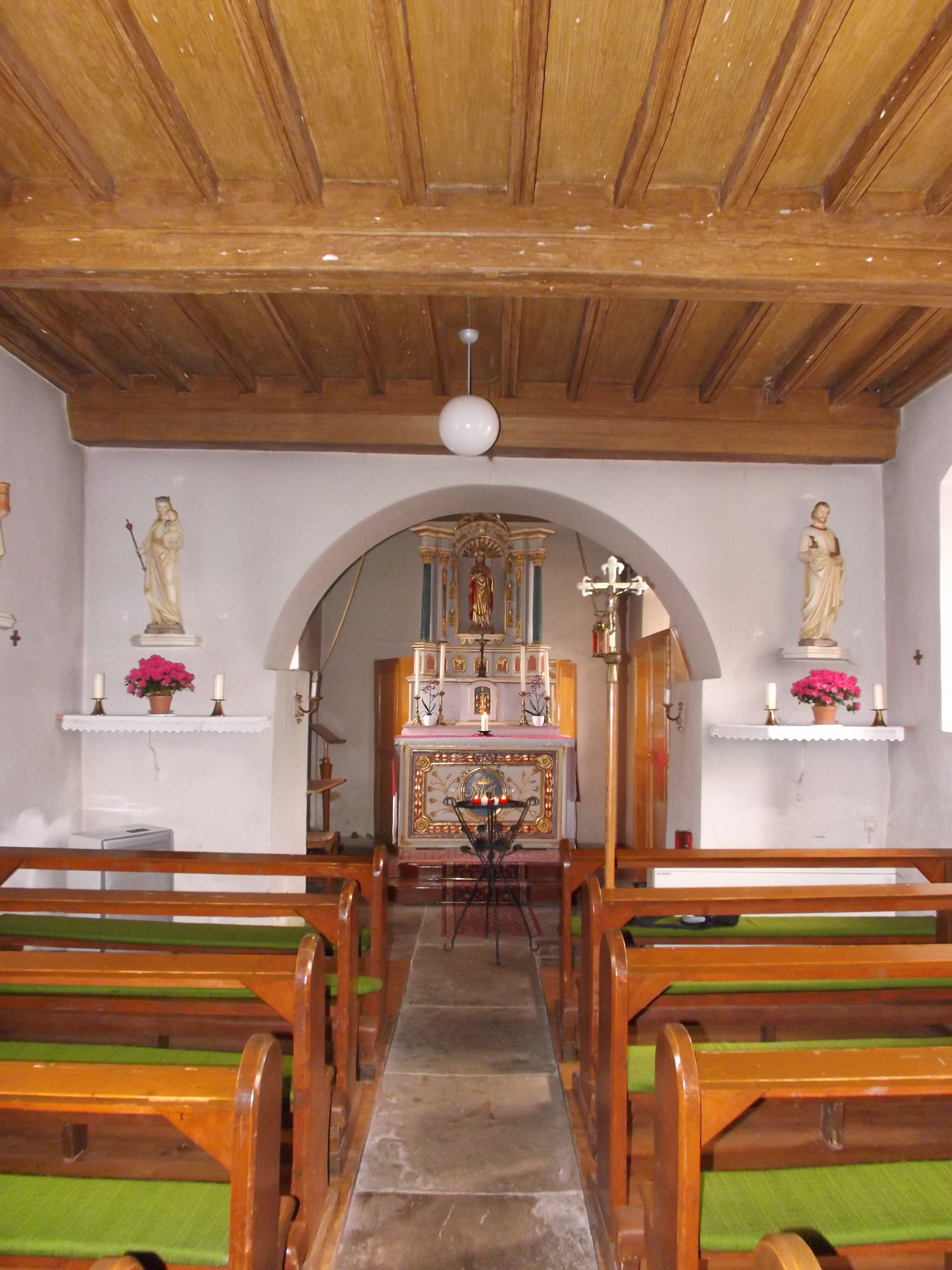
Inneres

Die Kirche in Gemünd wurde zum ersten Mal in einem mit dem Trinitarierkloster in Vianden im Jahr 1563 geschlossenen Vertrag erwähnt. Auch in einem Visitationsprotokoll von 1570 wurde sie genannt. Das Bauwerk entstand in spätgotischen Formen im 16. Jahrhundert. Die Jahreszahl 1545 auf einer Glocke ist möglicherweise ein Hinweis auf die Zeit der Erbauung.
Die einschiffige Kirche besitzt im Osten einen zweigeschossigen Chorturm, der ursprünglich im Chorraum im Turmuntergeschoss ein gotisches Kreuzgewölbe besaß. Die Fenster im Langhaus wurden im 18. oder 19. erweitert und rundbogig geschlossen. Der Altar stammt aus dem Jahr 1766.